# Стрельба на летней Универсиаде 2011
Соревнования по стрельбе на Летней Универсиаде 2011 прошли с 18 по 22 августа. Всего было разыграно 34 комплекта наград, вместо запланированных 36. Командные соревнования у женщин по стендовой стрельбе по трапу и дубль-трапу не состоялись.

## Общий медальный зачёт
| Место | Страна           | Золото | Серебро | Бронза | Всего |
| ----- | ---------------- | ------ | ------- | ------ | ----- |
| 1     | Китай            | 13     | 10      | 5      | 28    |
| 2     | Италия           | 7      | 0       | 2      | 9     |
| 3     | Республика Корея | 3      | 4       | 3      | 10    |
| 4     | Чехия            | 2      | 0       | 1      | 3     |
| 5     | Беларусь         | 2      | 0       | 0      | 2     |
| 5     | Индия            | 2      | 0       | 0      | 2     |
| 7     | Россия           | 1      | 5       | 8      | 14    |
| 8     | Германия         | 1      | 1       | 2      | 4     |
| 8     | Таиланд          | 1      | 1       | 2      | 4     |
| 10    | Словакия         | 1      | 1       | 0      | 2     |
| 11    | Украина          | 1      | 0       | 3      | 4     |
| 12    | Франция          | 0      | 3       | 0      | 3     |
| 13    | Казахстан        | 0      | 2       | 1      | 3     |
| 14    | Монголия         | 0      | 2       | 0      | 2     |
| 14    | Сербия           | 0      | 2       | 0      | 2     |
| 16    | Польша           | 0      | 1       | 2      | 3     |
| 17    | Австралия        | 0      | 1       | 0      | 1     |
| 17    | Австрия          | 0      | 1       | 0      | 1     |
| 19    | Китайский Тайбэй | 0      | 0       | 1      | 1     |
| 19    | Кипр             | 0      | 0       | 1      | 1     |
| 19    | Венгрия          | 0      | 0       | 1      | 1     |
| 19    | ЮАР              | 0      | 0       | 1      | 1     |
| 19    | Швеция           | 0      | 0       | 1      | 1     |
| Итого | Итого            | 34     | 34      | 34     | 102   |

## Мужчины

### Личный зачёт
| Соревнование                                             | Золото                    | Серебро                 | Бронза                         |
| -------------------------------------------------------- | ------------------------- | ----------------------- | ------------------------------ |
| Пневматический пистолет, 10 м Отчёт (недоступная ссылка) | Ли Дай Мьюнг Южная Корея  | Панг Вей КНР            | Ким Гюн Бок Южная Корея        |
| Пневматическая винтовка, 10 м Отчёт (недоступная ссылка) | Никколо Камприани Италия  | Ю Джей Чул Южная Корея  | Гонг Цзявей Китай              |
| Скоростной пистолет, 25 м Отчёт (недоступная ссылка)     | Дин Фэн Китай             | Чжоу Чжигуо Китай       | Ли Юхонг Китай                 |
| Стандартный пистолет, 25 м                               | Дин Фэн Китай             | Чжоу Чжигуо Китай       | Дмитрий Брайко Россия          |
| Пистолет, 50 м Отчёт (недоступная ссылка)                | Ли Дэ Мен Южная Корея     | Дамир Микец Сербия      | Маи Цзяцзи Китай               |
| Винтовка с 3 позиций, 50 м Отчёт (недоступная ссылка)    | Никколо Камприани Италия  | Кан Хонвей Китай        | Сергей Каменский Россия        |
| Винтовка лёжа, 50м Отчёт (недоступная ссылка)            | Юрий Щербацевич Беларусь  | Цао Ифей КНР            | Александр Ермаков Казахстан    |
| Скит Отчёт (недоступная ссылка)                          | Джанкарло Тацца Италия    | Ральф Бухгейм Германия  | Горден Гош Германия            |
| Трап Отчёт (недоступная ссылка)                          | Марко Паницца Италия      | Якуб Тржебинский Польша | Симоне Лоренцо Проспери Италия |
| Дубль-трап Отчёт (недоступная ссылка)                    | Александр Фурасьев Россия | Пан Цянг КНР            | Хванг Сунг Чжин Южная Корея    |

### Командный зачёт
| Соревнование                                             | Золото                                                       | Серебро                                                         | Бронза                                                       |
| -------------------------------------------------------- | ------------------------------------------------------------ | --------------------------------------------------------------- | ------------------------------------------------------------ |
| Пневматический пистолет, 10 м Отчёт (недоступная ссылка) | Южная Корея                                                  | КНР                                                             | Россия Сергей Червяковский Алексей Яскевич Ринат Аюпов       |
| Пневматическая винтовка, 10 м Отчёт (недоступная ссылка) | Италия Никколо Камприани Томмазо Леонарди Джованни Матраксия | КНР                                                             | Россия Назар Лугинец Андрей Коньков Владимир Тугушев         |
| Скоростной пистолет, 25 м Отчёт (недоступная ссылка)     | КНР                                                          | Франция                                                         | Россия Ринат Аюпов Дмитрий Брайко Иван Стукачёв              |
| Стандартный пистолет, 25 м Отчёт (недоступная ссылка)    | Китай                                                        | Россия · Дмитрий Брайко · Сергей Червяковский · Иван Стукачёв   | Таиланд                                                      |
| Пистолет, 50 м Отчёт (недоступная ссылка)                | КНР                                                          | Южная Корея                                                     | Польша                                                       |
| Винтовка с 3 позиций, 50 м Отчёт (недоступная ссылка)    | Китай                                                        | Франция                                                         | Россия · Сергей Каменский · Владимир Тугушев · Назар Лугинец |
| Винтовка лёжа, 50м Отчёт (недоступная ссылка)            | Беларусь                                                     | Монголия                                                        | Швеция                                                       |
| Скит Отчёт (недоступная ссылка)                          | Чехия                                                        | Россия · Николай Тёплый · Александр Бондарь · Николай Пильщиков | Кипр                                                         |
| Трап Отчёт (недоступная ссылка)                          | Италия                                                       | КНР                                                             | Польша                                                       |
| Дубль-трап Отчёт (недоступная ссылка)                    | Китай                                                        | Россия · Александр Фурасьев · Артур Мингазов · Роман Загумённов | Италия                                                       |

## Женщины

### Личный зачёт
| Соревнование                                             | Золото                      | Золото                                 | Серебро                        | Серебро  | Бронза                           | Бронза   |
| -------------------------------------------------------- | --------------------------- | -------------------------------------- | ------------------------------ | -------- | -------------------------------- | -------- |
| Пневматический пистолет, 10 м Отчёт (недоступная ссылка) | Харвин Срао Индия           |                                        | Таняпорн Пруксакорн Таиланд    |          | Елена Костевич Украина           |          |
| Пневматическая винтовка, 10 м Отчёт (недоступная ссылка) | Петра Зубласинг Италия      |                                        | Лиза Унгеранк Австрия          |          | Мануэла Кристель Феликс Германия |          |
| Пистолет, 25 м Отчёт (недоступная ссылка)                | Таняпорн Пруксакорн Таиланд |                                        | Зорана Арунович Сербия         |          | Елена Костевич Украина           |          |
| Винтовка с 3 позиций, 50 м Отчёт (недоступная ссылка)    | Адела Сикорова Чехия        |                                        | Чулуунбадрах Нарантуя Монголия |          | Ката Вереш Венгрия               |          |
| Винтовка лёжа, 50м Отчёт (недоступная ссылка)            | Ли Пенцзинь Китай           |                                        | Ван Ченгю Китай                |          | Марли Влок ЮАР                   |          |
| Скит Отчёт (недоступная ссылка)                          | Моника Земкова Словакия     | 96 пораженные мишени (перестрелка – 5) | Данка Бартекова Словакия       | 96 (4)   | Ю Сюмин Китай                    | 94       |
| Трап Отчёт (недоступная ссылка)                          | Яна Бекманн Германия        | 94 пораженные мишени                   | Катерина Скиннер Австралия     | 93       | Кан Джи Ен Южная Корея           | 92       |
| Дубль-трап Отчёт (недоступная ссылка)                    | Ксяохю Ян Китай             | 101 поражённые мишени                  | Мария Дмитриенко Казахстан     | 98 (3/4) | Джей Ксю Китайская Республика    | 98 (2/4) |

### Командный зачёт
| Соревнование                                             | Золото                     | Серебро                                                 | Бронза                                                   |
| -------------------------------------------------------- | -------------------------- | ------------------------------------------------------- | -------------------------------------------------------- |
| Пневматический пистолет, 10 м Отчёт (недоступная ссылка) | Индия                      | Россия Елена Ковалевская Алёна Суслонова Любовь Яскевич | Украина                                                  |
| Пневматическая винтовка, 10 м Отчёт (недоступная ссылка) | КНР                        | Южная Корея                                             | Россия Дарья Вдовина Валентина Протасова Анна Сушко      |
| Пистолет, 25 м Отчёт (недоступная ссылка)                | Украина                    | Республика Корея                                        | Китай                                                    |
| Винтовка с 3 позиций, 50 м Отчёт (недоступная ссылка)    | КНР                        | Франция                                                 | Чехия                                                    |
| Винтовка лёжа, 50м Отчёт (недоступная ссылка)            | КНР                        | Россия Дарья Вдовина Валентина Протасова Анна Сушко     | Таиланд                                                  |
| Скит Отчёт (недоступная ссылка)                          | КНР                        | Казахстан                                               | Россия Ландыш Гараева Альбина Шакирова Анастасия Китаева |
| Трап                                                     | Соревнования не состоялись | Соревнования не состоялись                              | Соревнования не состоялись                               |
| Дубль-трап                                               | Соревнования не состоялись | Соревнования не состоялись                              | Соревнования не состоялись                               |